# 崇业郡
崇业郡，中国南北朝时设置的郡。
北周置崇业郡，治所在今湖北随州市境内，隶属于随州。辖县不详。周明帝二年（558年）封宇文护的儿子宇文至为崇业郡公，大象二年（580年），周恭帝宇文阐封杨坚为随王，随州崇业郡作为新封的随国的一部分。隋文帝开皇三年（583年）废崇业郡，属县直属随州。